# Punta de Abache
La punta de Abache es un pequeño cabo situado en los Acantilados de Los Gigantes; en el municipio de Buenavista del Norte, en Tenerife, situándose bajo los roques de Abache y Bermejo. También se llama Puntas los Abades. Es inaccesible y el pueblo más cercano son Los Carrizales.